# Concepció de Balanzó Echevarria
Concepció de Balanzó Echevarria (Barcelona, 1904 – íd. 1938) fou una bibliotecària catalana que va ser la segona directora que va tenir la Biblioteca Popular de Manresa des de l'1 d'octubre de 1935 fins a la seva mort en accident el novembre de 1938 al front de guerra.

## Biografia
Filla de Joan de Balanzó i Pilar Echevarria, que va morir poc després del naixement de la seva filla, Concepció (Conxita) de Balanzó va estudiar la carrera de bibliotecària engrescada pel seu cosí, Josep Maria Capdevila de Balanzó, escriptor, periodista i fundador del diari El matí, amb qui treballava de secretària des de la mort del seu pare el 1928.
Va ingressar a l'Escola el 1931 i es graduà el 1935 amb una memòria de final de carrera que és referència obligada per conèixer els antecedents de la creació de la Xarxa de Biblioteques Populars de la Mancomunitat de Catalunya i que compila una bibliografia exhaustiva sobre les primeres biblioteques públiques catalanesAbans d'entrar a l'Escola ja havia publicat també alguna traducció, com ara L'educació de les noies (1927) de François Fénelon.

Just acabada la carrera, l'octubre de 1935 va guanyar la plaça de directora a la Biblioteca Popular de Manresa, on substituí Pilar Bertran, que l'havia dirigida des de la seva inauguració el desembre de 1928. A la biblioteca també hi treballava Maria Carme Benavent i Barberà, que havia estat companya seva a l'Escola. L'agost de 1938, ja en plena Guerra civil espanyola, les dues bibliotecàries van emmalaltir de tifus i Conxita va tornar a Barcelona on també va haver de ser operada urgentment d'apendicitis. Convalescent de la malaltia i de l'operació, a la darreria de novembre va viatjar a Tortosa amb Jordi Rubió i Balaguer, de qui era bona amiga, per recollir llibres de la biblioteca de Tortosa per tal d'allunyar-los de la zona del front. De tornada a Barcelona, el bibliobús en què viatjaven juntament amb Felipa Espanyol, una de les bibliotecàries del front, va fer una maniobra per esquivar un sot de la carretera produït per una bomba, i Jordi Rubió i Concepció de Balanzó foren expulsats a l'exterior amb tanta mala fortuna que aquesta darrera patí una fractura de la base del crani i moria al cap de dos dies, després de passar per diversos hospitals. Just després de l'accident, Jordi Rubió el relatava al seu fill Manuel, que estava en el front, i li confessava: 
| «                              | He perdut una amiga bona, recta, lleial i d'absoluta confiança. | » |
| — Jordi Rubió i Balaguer, 1938 |                                                                 |   |

Del pas per Manresa de Concepció de Balanzó, en parla la seva memòria inclosa en l'Anuari de 1935, on fa referència a les activitats de la biblioteca, a les alumnes que hi feien pràctiques i a les visites de Jordi Rubió i Balaguer, director del sistema.
Foren diverses les bibliotecàries que perderen la vida com a conseqüència directa de la guerra o dels seus danys col·laterals: Regina Figuerola, bibliotecària del Centre de Lectura de Reus, moria el 17 de setembre de 1937 en caure una bomba damunt la biblioteca de la Institució, i Carme Banús i Mercè Barjau morien en els bombardejos de Barcelona de l'hivern de 1938.

## Obres publicades
- Balanzó i Echevarría, Concepció. "Capçaleres de periòdics". Treball fi de carrera [Tesi] Escola de Bibliotecàries, 1934. OCLC 954074589
- Balanzó i Echevarría, Concepció. Les biblioteques populars de la Generalitat de Catalunya: notes bibliogràfiques per a llur història. Barcelona: Impr. de la Casa de Caritat. Sèrie: Escola de Bibliotecàries de la Generalitat de Catalunya. Quaderns de trebell. no. 3 (1935) OCLC 458591510. Obra també traduïda a l'anglès, francès i castellà.
- Balanzó i Echevarría, Concepció. L'Educació de les noies. François Fénelon ; traducció per Concepció de Balanzó ; pròleg per Llorenç Riber. Barcelona : Editorial Barcino. Col·lecció Sant Jordi (1927) OCLC 807341979, extracte "ULISSES I  GRIL·LUS" en xarxa